# Antoine d'Amboise

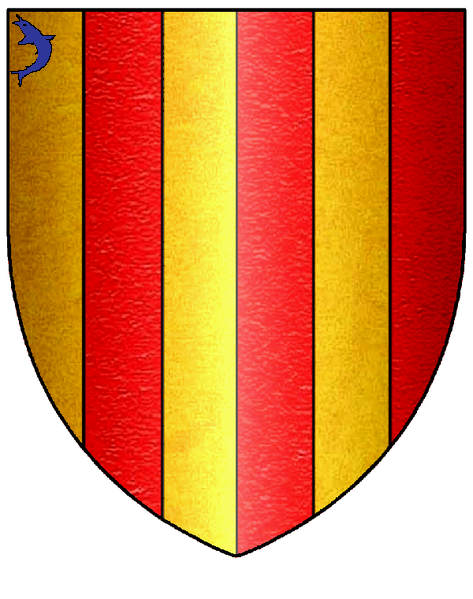

Antoine d'Amboise, sieur de Neuilly (1605-2 décembre 1650) est un officier français du XVIIe siècle qui termina sa carrière avec le grade de maréchal de camp (1643).

## Biographie

### Famille
Antoine d'Amboise appartenait à une famille du nom d'Amboise issue de Jean d'Amboise, valet de chambre et chirurgien ordinaire du roi au Chatelet de Paris, né à Douai vers 1514 et décédé à Paris le 13 décembre 1584.
Il est le fils de François d'Amboise, maître des requêtes du roi Henri IV et de Marguerite Cousinet.
Il épousa à Amboise, le 20 octobre 1632 Anne de la Hillière, fille de Jean Gabriel de la Hillière, gouverneur de la ville d'Amboise et d'Anne Louise du Guast. Ils auront pour fils Charles-Jules d'Amboise né en 1647 (son parrain fut le cardinal de Mazarin et sa marraine la duchesse de Savoie, Christine de France). 
Peu près son mariage il acquiert le manoir du Clos-Lucé  à Amboise où il reçoit en 1637, « La grande demoiselle » duchesse de Montpensier, petite-fille du roi Henri IV.

### Carrière militaire
Il entra en 1625 dans le régiment de Plessy-Joigny, qui deviendra régiment de Touraine. Il commanda une compagnie de ce régiment en juillet 1627 et participa, au siège de La Rochelle (1627-1628).
Il resta ensuite plusieurs années avec son régiment  à l'ile d'Oléron, passa en Picardie en 1632 et à l'armée de Lorraine sous le duc de Rohan en 1633. En 1635, il fit la campagne de Valteline sous les ordres duc de Rohan avec le grade de lieutenant-colonel.
De 1637 à 1643, il participa à différentes campagnes au cours desquelles ses actions sont remarquées à Cencio, au siège de Chivasso, à celui d'Evrée, de Tortosa, et à la bataille de Salces où il fut blessé. Devant la forteresse de Trino en Piémont « Le mestre de camp d'Amboise se fit remarquer par sa fermeté et par l'élan qu'il sut donner à son monde ». 
Le roi Louis XIII le nomma maréchal de camp par brevet du 30 août 1643 et gouverneur de la citadelle de Turin,. Il resta gouverneur de la citadelle de Turin jusqu'à sa mort à Paris le 2 décembre 1650,. 
À sa mort son régiment, appelé le régiment d'Amboise, fut donné à son fils en considération de ses services,. 